# USS Arizona (BB-39)
USS Arizona (BB-39) là một thiết giáp hạm thuộc lớp Pennsylvania được chế tạo cho Hải quân Hoa Kỳ vào giữa những năm 1910. Được đặt tên nhằm tôn vinh tiểu bang thứ 48 của Hoa Kỳ vốn vừa gia nhập Liên bang, con tàu là chiếc thứ hai cũng là chiếc cuối cùng của lớp thiết giáp hạm siêu-dreadnought Pennsylvania. Cho dù được đưa vào hoạt động vào năm 1916, nó vẫn ở lại lục địa Hoa Kỳ trong suốt Chiến tranh Thế giới thứ nhất; và không lâu sau khi cuộc xung đột kết thúc, nó là một trong những con tàu hộ tống đưa Tổng thống Woodrow Wilson sang tham dự Hội nghị hòa bình Paris. Arizona được gửi sang Thổ Nhĩ Kỳ khi cuộc Chiến tranh Hy Lạp-Thổ Nhĩ Kỳ nổ ra để bảo vệ cho quyền lợi của Mỹ trong nhiều tháng. Nhiều năm sau, nó được chuyển sang Hạm đội Thái Bình Dương và ở lại đây cho đến hết quãng đời phục vụ.
Ngoài một đợt hiện đại hóa đáng kể trong những năm 1929-1931, Arizona thường xuyên được sử dụng trong các cuộc tập trận huấn luyện giữa hai cuộc thế chiến, bao gồm cuộc tập trận lớn Vấn đề hạm đội hàng năm. Khi xảy ra cuộc động đất tại Long Beach, California vào năm 1933, thủy thủ đoàn của Arizona đã tham gia cứu giúp những người sống sót. Hai năm sau, con tàu tham gia những cảnh quay trong bộ phim Here Comes the Navy của đạo diễn James Cagney theo chủ đề những rắc rối tình cảm của một thủy thủ. Đến tháng 4 năm 1941, nó cùng với phần còn lại của Hạm đội Thái Bình Dương được chuyển từ California đến Trân Châu Cảng, Hawaii, như một động thái răn đe Đế quốc Nhật Bản.
Trong cuộc tấn công nhắm vào Trân Châu Cảng của Hải quân Nhật sáng ngày 7 tháng 12 năm 1941, Arizona bị trúng bom. Nó nổ tung và bị đánh chìm một cách bi thảm, làm thiệt mạng 1.177 sĩ quan và thủy thủ. Không giống như những con tàu khác bị đánh chìm hay hư hại vào ngày đó, xác của Arizona đã không được trục vớt lên, cho dù hải quân đã cho tháo dỡ những bộ phận của con tàu để tái sử dụng. Xác đắm của con tàu tiếp tục nằm bên dưới đáy Trân Châu Cảng và là địa điểm mà một đài tưởng niệm được xây dựng bên trên và khánh thành vào ngày 30 tháng 5 năm 1962 để tưởng niệm những người đã hy sinh trong cuộc tấn công.

## Thiết kế
Lớp thiết giáp hạm Pennsylvania lớn hơn đáng kể so với lớp Nevada dẫn trước. Arizona có chiều dài chung 608 foot (185,3 m), mạn thuyền 97 foot (29,6 m) rộng (ở mực nước) và tầm nước 29 foot 3 inch (8,9 m) khi đầy tải. Nó dài hơn 25 foot (7,6 m) so với những chiếc lớp trước. Chiếc thiết giáp hạm có trọng lượng choán nước tiêu chuẩn 29.158 tấn Anh (29.626 t), và lên đến 31.917 tấn Anh (32.429 t) khi đầy tải. Nó nặng hơn 4.000 tấn Anh (4.060 t) so với những chiếc dẫn trước. Con tàu có chiều cao khuynh tâm 7,82 foot (2,4 m) khi đầy tải.
Con tàu trang bị bốn turbine hơi nước Parsons dẫn động trực tiếp, mỗi chiếc nối với một trục chân vịt đường kính 12 foot 1 inch (3,7 m). Hơi nước được cung cấp bởi mười hai nồi hơi ống nước Babcock & Wilcox. Hệ thống động lực được thiết kế để cung cấp tổng công suất 31.500 mã lực càng (23.500 kW), nhưng nó chỉ đạt được 29.366 shp (21.898 kW) trong đợt chạy thử máy của Arizona, vốn có tốc độ vượt đôi chút so với tốc độ thiết kế 21 hải lý trên giờ (39 km/h; 24 mph). Dù sao nó cũng đạt được tốc độ 21,5 hải lý trên giờ (39,8 km/h; 24,7 mph) trong một đợt chạy thử máy hết công suất vào tháng 9 năm 1924. Nó được thiết kế để mang theo 1.548 tấn Anh (1.573 t) dầu đốt lúc bình thường, nhưng có dung lượng tối đa 2.305 tấn Anh (2.342 t). Ở lượng nhiên liệu tối đa mang theo, con tàu có thể di chuyển ở tốc độ 12 kn (22 km/h) đạt đến tầm xa 7.552 hải lý (13.990 km; 8.690 mi) với một đáy tàu sạch không bám hà. Nó có bốn máy phát turbine công suất 300 kilôwatt (402 hp).
Arizona trang bị mười hai khẩu pháo 14 in (360 mm)/45 caliber trên những tháp pháo ba nòng. Các tháp pháo được đánh số từ I đến IV từ trước ra sau tương ứng. Các khẩu pháo của cùng tháp pháo không thể nâng một cách độc lập, và bị giới hạn ở góc tối đa +15°, cho phép chúng đạt được tầm bắn tối đa 21.000 thước Anh (19.000 m). Con tàu mang theo 100 quả đạn pháo cho mỗi khẩu pháo. Việc phòng thủ chống lại tàu phóng lôi do dàn pháo hạng hai đảm trách, với 21 khẩu pháo 5 in (130 mm)/51 caliber trên các tháp ụ nòng đơn dọc theo mạn tàu; một cách bố trí quá thấp khiến chúng bị ướt do sóng biển và không thể hoạt động khi biển động mạnh. Ở góc nâng 15°, chúng có tầm bắn tối đa 14.050 thước Anh (12.850 m). Mỗi khẩu pháo được cung cấp 230 quả đạn pháo. Con tàu còn trang bị bốn khẩu 3 in (76 mm)/50 caliber để tự vệ phòng không, cho dù chỉ có hai khẩu được trang bị vào lúc hoàn tất. Hai khẩu kia được bổ sung không lâu sau đó trên nóc tháp pháo III. Arizona cũng trang bị hai ống phóng ngư lôi 21 inch (533 mm) và mang theo trữ lượng 24 quả ngư lôi.

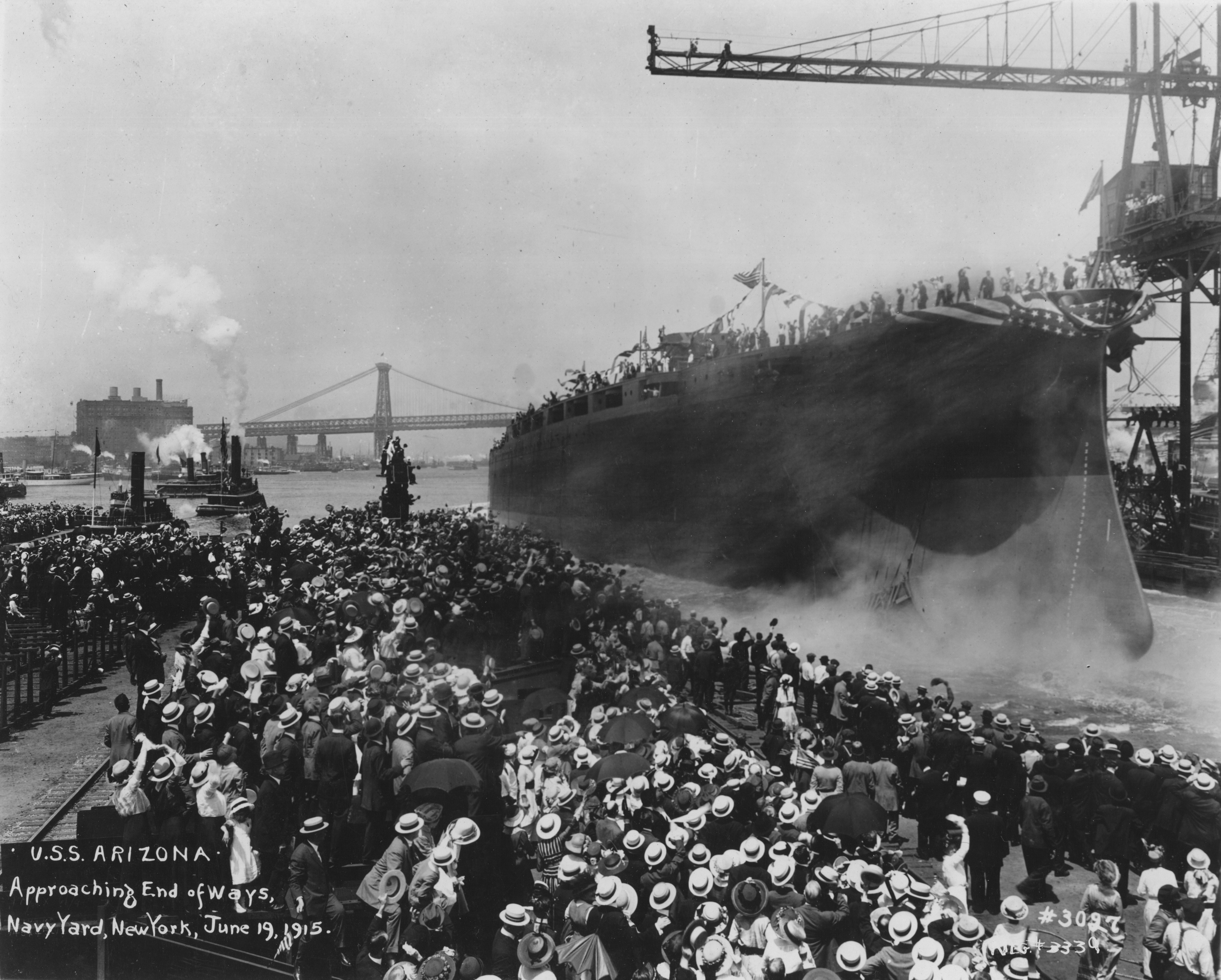
Arizona đang được hạ thủy, ngày 19 tháng 6 năm 1915

Thiết kế của lớp Pennsylvania tiếp tục theo nguyên tắc vỏ giáp tất cả hoặc không có gì, chỉ bọc giáp cho những thành phần thiết yếu nhất của con tàu vốn đã bắt đầu từ lớp Nevada. Đai giáp chính ở mực nước làm bằng thép giáp Krupp dày 13,5 inch (343 mm) chỉ bao bọc các khoang động cơ và hầm đạn. Nó có chiều cao tổng cộng 17 foot 6 inch (5,3 m), trong đó 8 foot 10 inch (2,7 m) bên dưới mực nước; bắt đầu từ 2 foot 4 inch (0,7 m) bên dưới mực nước, đai giáp vuốt mỏng dần xuống độ dày còn 8 inch (203 mm). Các vách ngăn ngang ở hai đầu con tàu có độ dày 13–8 inch (330–200 mm). Mặt trước của tháp pháo dày 18 inch (457 mm) trong khi các mặt hông dày 9–10 inch (230–250 mm) và nóc được bảo vệ bởi lớp giáp dày 5 inch (127 mm). Vỏ giáp của bệ tháp pháo dày 4,5–18 inch (114–457 mm); tháp chỉ huy được bảo vệ bởi lớp giáp dày 16 inch (406 mm)và có nóc dày 8 inch (203 mm).
Sàn tàu bọc thép bao gồm ba lớp với độ dày tổng cộng 3 inch (76 mm); riêng khu vực bên trên bánh lái vỏ giáp được tăng lên 6,25 inch (159 mm) bao gồm hai lớp. Bên dưới nó là lớp sàn chống mảnh đạn có độ dày 1,5–2 inch (38–51 mm). Ống khói từ các nồi hơi được bảo vệ bởi những tấm khiên hình nón có độ dày 9–15 inch (230–380 mm). Một vách ngăn chống ngư lôi dày 3 inch (76 mm) được bố trí cách 9 foot 6 inch (2,9 m) phía trong mạn tàu; và con tàu được cung cấp một đáy tàu kép kéo dài toàn bộ chiều dài con tàu. Những thử nghiệm được tiến hành vào giữa năm 1914 cho thấy hệ thống này có thể chống đỡ 300 pound (140 kg) thuốc nổ TNT.

## Chế tạo
Lườn của chiếc thiết giáp hạm số 39 được đặt vào sáng ngày 16 tháng 3 năm 1914 dưới sự tham dự của Trợ lý Bộ trưởng Hải quân Franklin Delano Roosevelt. Những người đóng tàu dự định lập một kỷ lục thế giới mới chỉ mười tháng kể từ khi cho đến lúc hạ thủy, điều mà theo tờ báo The New York Times công bố sẽ là "... chiếc thiết giáp hạm siêu-dreadnought lớn nhất và mạnh mẽ nhất thế giới, cả trong tấn công lẫn phòng thủ, từng được chế tạo", nhưng con tàu chỉ hoàn tất được hơn một nửa một năm sau đó. Nó được hạ thủy vào ngày 19 tháng 6 năm 1915, mất 15 tháng kể từ khi đặt lườn cho khi lúc hạ thủy. Trong thời gian đó, tên của nó được Bộ trưởng Hải quân Josephus Daniels chọn đặt theo tiểu bang mới nhất của Liên bang.

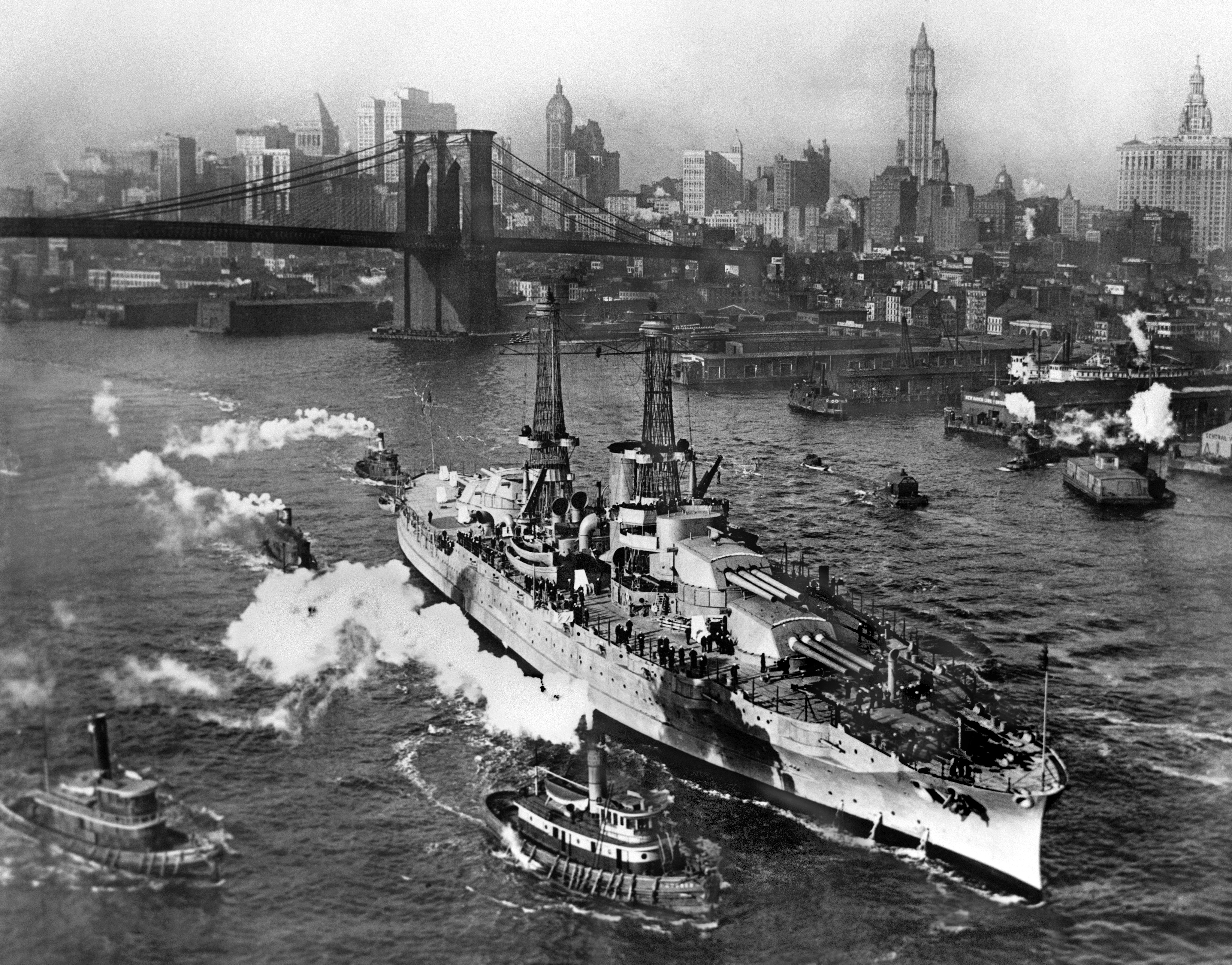
Arizona trên sông Đông, thành phố New York, năm 1916.

Báo The New York Times ước lượng có khoảng 75.000 người đã tham gia buổi lễ hạ thủy, trong đó có John Purroy Mitchel, Thị trưởng thành phố New York, George W. P. Hunt, Thống đốc tiểu bang Arizona cùng nhiều sĩ quan quân đội cao cấp. Nhiều tàu chiến khác cũng đang ở gần đó, bao gồm nhiều thiết giáp hạm dreadnought mới vốn vừa được đưa vào hoạt động cùng hải quân: Florida, Utah, Wyoming, Arkansas, New York và Texas. Esther Ross, con gái một gia đình tiền phong nổi bật của Arizona, được vinh dự đỡ đầu con tàu. Để công nhận lệnh cấm rượu vừa mới được ngành lập pháp tiểu bang thông qua, Thống đốc tiểu bang quyết định hai chai sẽ được sử dụng trong nghi lễ hạ thủy: một chai rượu champagne từ Ohio và một chai chứa nước lấy từ đập Roosevelt. Sau lễ hạ thủy, Arizona được cho kéo đến Xưởng hải quân Brooklyn để tiếp tục trang bị.
Arizona được đưa ra hoạt động cùng hải quân vào ngày 17 tháng 10 năm 1916 dưới quyền chỉ huy của hạm trưởng, Đại tá Hải quân John D. McDonald. Nó rời New York vào ngày 10 tháng 11 năm 1916 sau khi thủy thủ đoàn rửa sạch tàu và hệ thống động lực được thử nghiệm tại ụ tàu. Sau khi hiệu chỉnh độ nghiêng của la bàn, con tàu lên đường đi về phía Nam để chạy thử máy. Ngoài khơi vịnh Guantanamo, một turbine bị hỏng vào ngày 7 tháng 12 đã buộc hải quân phải ra lệnh cho Arizona quay trở về New York để sửa chữa, mặc dù nó vẫn có khả năng đi đến vịnh Chesapeake để thử nghiệm dàn pháo chính và pháo hạng hai trong các ngày 19 và 20 tháng 12. Do không thể sửa chữa turbine bên trong tàu, công nhân xưởng tàu đã phải cắt một khoảng trống trên các sàn tàu để nhấc nắp turbine ra. Nó chỉ được lắp lại sau gần bốn tháng sửa chữa trong xưởng tàu.

## Lịch sử hoạt động

### Chiến tranh thế giới thứ nhất

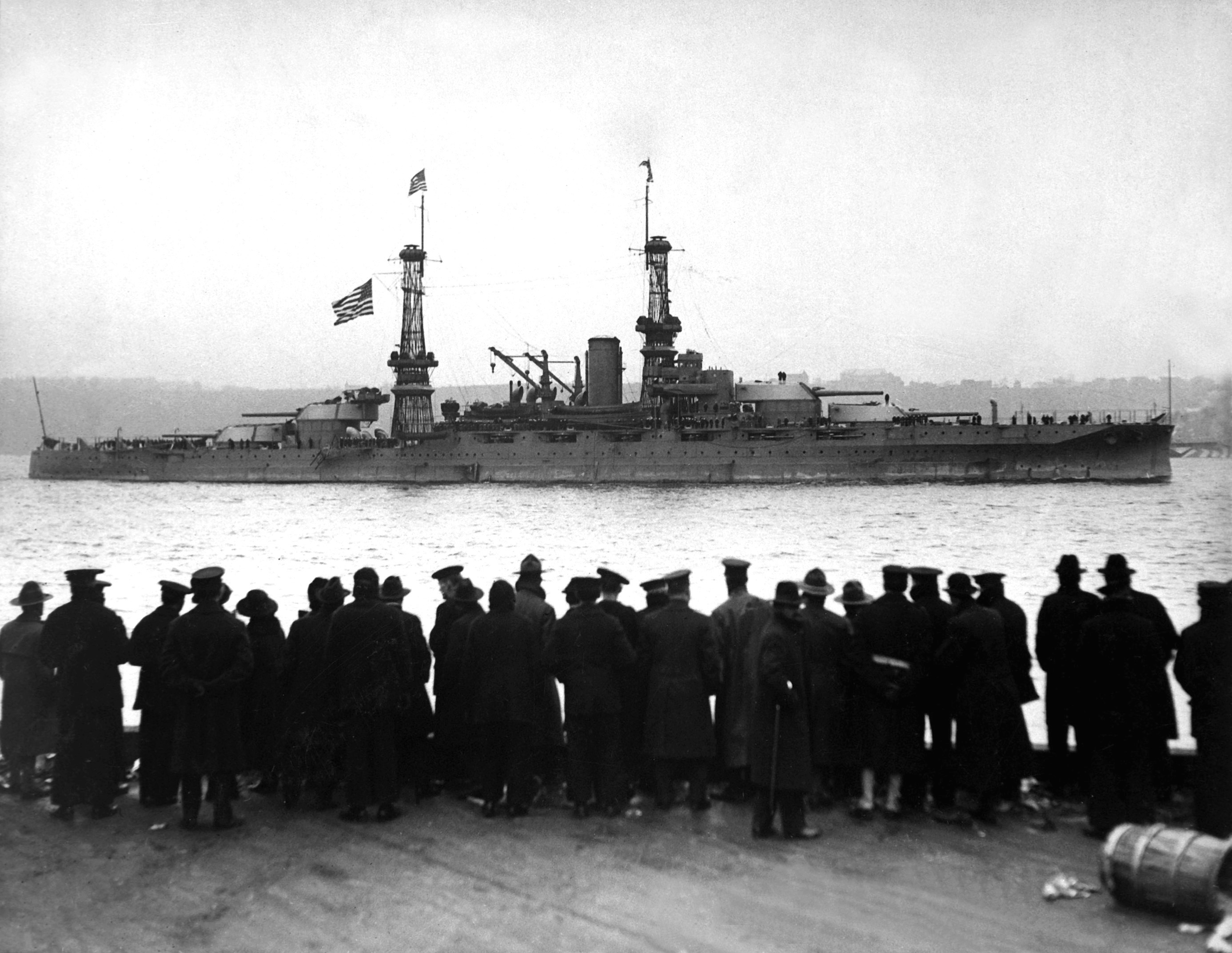
Arizona trong cuộc duyệt binh hải quân tại thành phố New York, dẫn đầu mười thiết giáp hạm dreadnought băng qua trước Bộ trưởng Hải quân Josephus Daniels

Arizona rời xưởng tàu vào ngày 3 tháng 4 năm 1917; ba ngày sau, Hoa Kỳ tuyên chiến với Đế quốc Đức. Được phân về Đội thiết giáp hạm 8 và hoạt động ngoài khơi sông York,Arizona chỉ được sử dụng như một tàu huấn luyện tác xạ cho số thủy thủ hải quân hoạt động trên các tàu buôn tuần dương vũ trang thuộc các đoàn tàu vận tải vượt Đại Tây Dương. Không lâu sau khi chiến tranh bắt đầu, tám trong số các khẩu pháo 5 inch của nó (bốn khẩu tận cùng phía trước và bốn khẩu tận cùng phía sau) được tháo dỡ để trang bị cho các tàu buôn vũ trang. Khi con tàu đi ngang gần xác con tàu cũ San Marcos (nguyên là chiếc Texas), xác tàu đắm thường được dùng làm mục tiêu thực tập tác xạ cho các khẩu pháo 14 inch. Arizona hiếm khi đi ra biển khơi do e ngại mối đe dọa của tàu ngầm U-boat Đức, và mỗi khi ra biển nó luôn đi kèm các thiết giáp hạm khác và các tàu hộ tống. Cuối cùng bốn thiết giáp hạm dreadnought đốt than cũng được gửi vượt Đại Tây Dương vào tháng 12 năm 1917 như Đội thiết giáp hạm 9, nhưng Arizona không nằm trong số chúng, do tình trạng khan hiếm dầu đốt tại quần đảo Anh Quốc. Cuộc sống của thủy thủ đoàn trên Arizona không chỉ bao gồm huấn luyện, đội chèo thuyền của Arizona đã giành được cúp Battenberg vào tháng 7 năm 1918 sau khi chiến thắng đội của Nevada.
Cuộc xung đột kết thúc vào ngày 11 tháng 11 năm 1918 với thỏa thuận đình chiến. Một tuần sau, con tàu rời Hoa Kỳ hướng sang Anh, đến nơi vào ngày 30 tháng 11 năm 1918. Sau hai tuần lưu lại cảng Portland, Arizona khởi hành đi sang Pháp. Vào ngày 13 tháng 12 năm 1918, Arizona tham gia cùng chín thiết giáp hạm khác và 28 tàu khu trục để hộ tống cho Tổng thống Woodrow Wilson bên trên chiếc tàu biển vượt đại dương George Washington trong chuyến đi kéo dài một ngày sang tham dự Hội nghị hòa bình Paris. Mười chiếc thiết giáp hạm rời Pháp vào ngày hôm sau, mất không đầy hai tuần để vượt Đại Tây Dương, về đến New York vào ngày 26 tháng 12 tham gia các cuộc diễu hành, lễ hội và một cuộc duyệt binh hạm đội dưới sự chủ trì của bộ trưởng Daniels. Arizona là chiếc dẫn đầu hàng tàu chiến, và đã bắn 19 phát súng danh dự chào mừng Daniels. Cùng các thành viên khác của hạm đội vừa quay trở về, nó neo đậu ngoài khơi thành phố New York trong nhiều tuần lễ tiếp theo, và mở ra cho công chúng viếng thăm.

### Những năm thập niên 1920

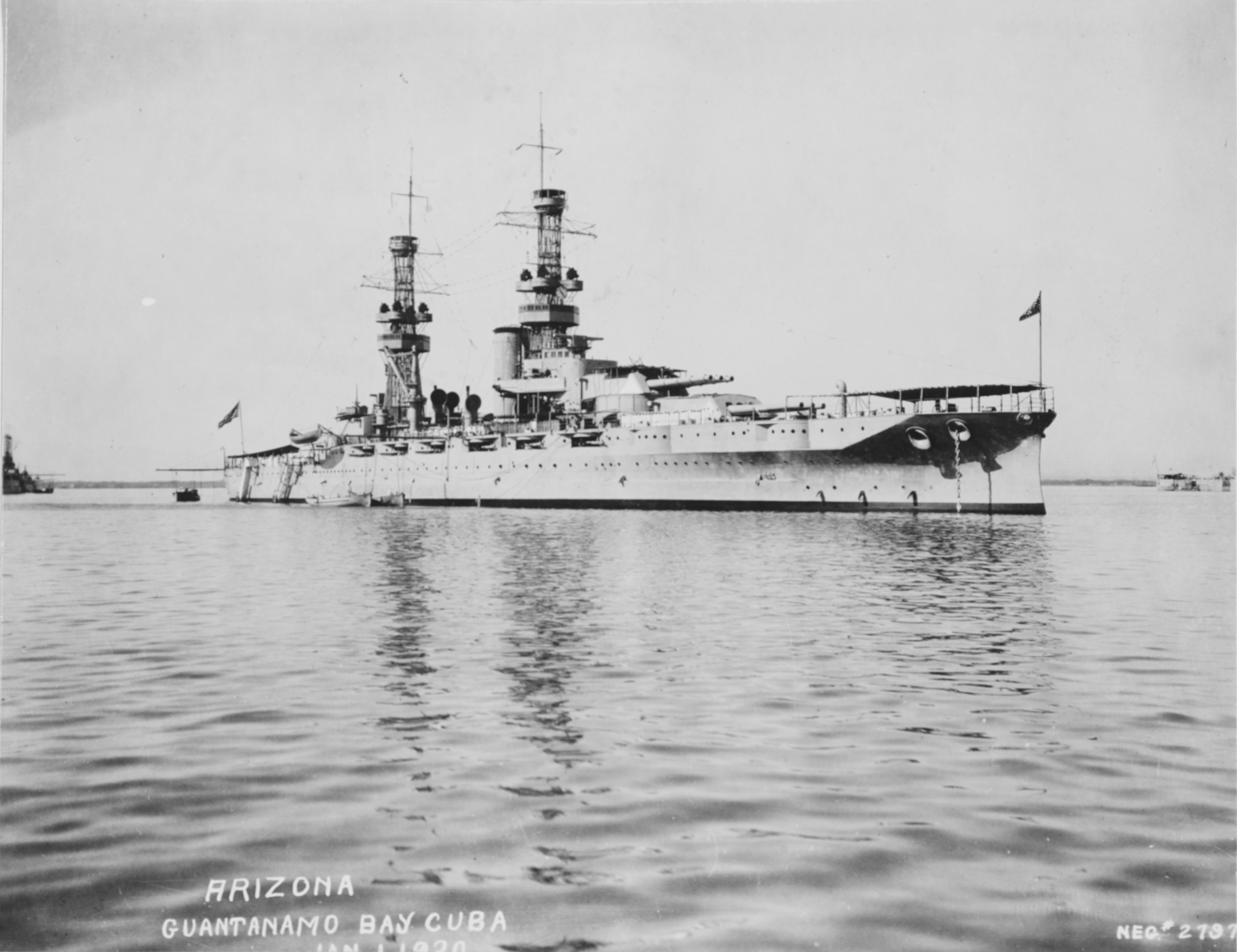
Arizona thả neo tại vịnh Guantánamo, Cuba, ngày 1 tháng 1 năm 1920.

Arizona khởi hành từ New York đi Hampton Roads, đến nơi vào ngày 22 tháng 1 năm 1919, rồi không lâu sau đó tiếp tục đi về phía Nam đến vịnh Guantánamo, đến nơi vào ngày 8 tháng 2. Thời gian trải qua tại vùng biển Carribe chủ yếu sử dụng vào việc huấn luyện chiến trận và cơ động hạm đội, nhưng cũng bao gồm một chuyến viếng thăm hữu nghị đến Port of Spain. Đến tháng 4, đội của Arizona lại giành được cúp Battenberg lần thứ hai liên tiếp trước khi con tàu được phái sang Pháp một lần nữa hộ tống Tổng thống Wilson quay trở về Hoa Kỳ. Trong khi con tàu chờ Tổng thống khởi hành, nó lại được phái đến Smyrna (nay là Izmir) thuộc Thổ Nhĩ Kỳ đối phó tình trạng căng thẳng giữa Hy Lạp và Ý sau khi Hội nghị Paris quyết định trao Smyrna cho Hy Lạp. Hy Lạp và Ý mỗi nước đã bố trí một tàu chiến chủ lực (tàu tuần dương bọc thép Hy Lạp Georgios Averof và thiết giáp hạm Ý Caio Duilio, tương ứng) để củng cố quyền lợi của họ. Không lâu sau khi Arizona đến nơi, lực lượng bộ binh Hy Lạp cũng đến bằng tàu vận chuyển và đổ bộ lên cảng, một cuộc chiếm đóng bị những người gốc Thổ Nhĩ Kỳ kháng cự lại bằng vũ lực. Tình trạng hỗn loạn trong thành phố khiến nhiều công dân Hoa Kỳ trong khu vực phải tìm chỗ lánh nạn trên chiếc Arizona.
Khi tình hình căng thẳng đã lắng dịu, Arizona được lệnh rời Smyrna ngày 9 tháng 6 chở Tổng Lãnh sự Hoa Kỳ Leland F. Morris đi đến Constantinopolis (nay là Istanbul) trước khi lên đường quay trở về nhà vào ngày 15 tháng 6. Nó đi vào Xưởng hải quân New York ngày 30 tháng 6 để đại tu, nơi sáu khẩu pháo 5 inch được tháo dỡ và hệ thống kiểm soát hỏa lực được hiện đại hóa. Công việc kết thúc vào tháng 1 năm 1920 và chiếc thiết giáp hạm lên đường đi vịnh Guantánamo để huấn luyện thủy thủ đoàn. Trong khoảng thời gian này, Arizona được trang bị một bệ phóng dành cho thủy phi cơ tương tự như kiểu được trang bị cho Texas vào tháng 3 năm 1919. Vào tháng 4, đội của Arizona để mất cúp Battenberg về tay đội Nevada, và đến tháng 6 nó có mặt trong buổi lễ tốt nghiệp của Học viện Hải quân Hoa Kỳ. Vào ngày 23 tháng 8, nó trở thành soái hạm của Tư lệnh Đội Thiết giáp hạm 7 là Chuẩn Đô đốc Edward V. Eberle, cho dù chiếc thiết giáp hạm chỉ được tái trang bị vào cuối năm 1920 để trở thành soái hạm của đô đốc.

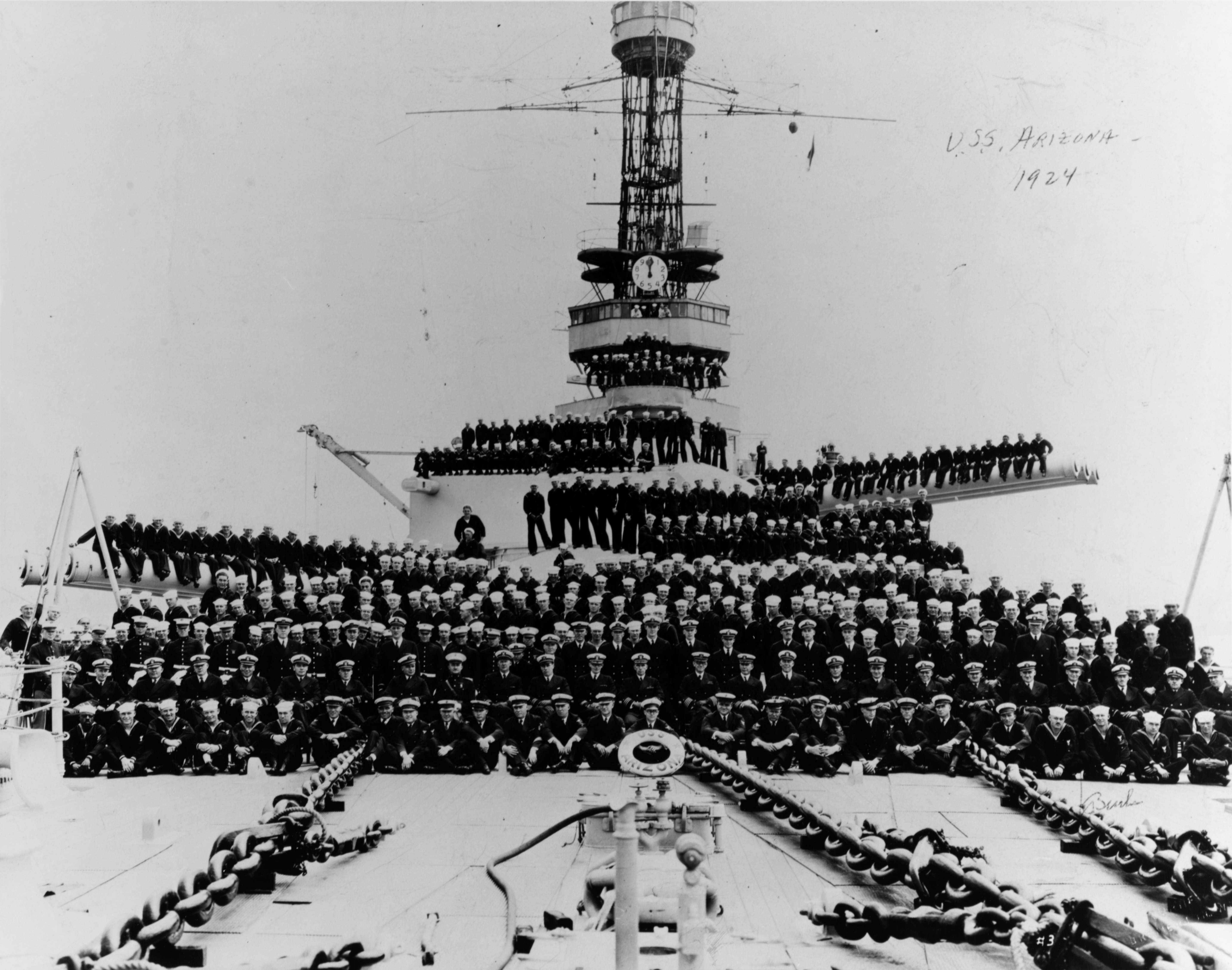
Arizona cùng với thủy thủ đoàn, năm 1924.

Cùng với sáu thiết giáp hạm và mười tám tàu khu trục, Arizona được gửi về phía Nam và băng qua kênh đào Panama vào tháng 1 năm 1921. Sau khi gặp gỡ Hạm đội Thái Bình Dương, Arizona tiếp tục đi đến Peru trong một tuần trước khi hai hạm đội thực hành phối hợp cơ động chiến trận. Sau một thời gian ngắn quay trở lại Đại Tây Dương bao gồm một đợt đại tu tại New York, Arizona quay trở lại Peru vào mùa Hè trước khi bắt đầu hoạt động từ cảng nhà mới là San Pedro, California, thuộc vùng phụ cận Los Angeles, nơi nó đặt căn cứ cho đến năm 1940.
Trong những năm còn lại của thập niên 1920, thành tích phục vụ của Arizona bao gồm các hoạt động huấn luyện thường xuyên. Sử gia hải quân Paul Stillwell ghi nhận rằng "Những năm ở Thái Bình Dương bao gồm một loạt các nhiệm vụ giống nhau và lặp lại". Nhật ký hải trình của con tàu ghi đầy những cụm từ như "thực hành phòng thủ chống ngư lôi", "thao dượt thực hành tác chiến", "trên đường đi…" và "thả neo tại…". Một kịch bản lặp lại trong những năm này là cuộc tập trận Vấn đề Hạm đội hàng năm, vốn được bắt đầu từ năm 1923, mô phỏng các hoạt động tác chiến lớn của hạm đội bằng cách cho hầu hết các hạm đội hoạt động đối đầu nhau. Hai trận chiến mô phỏng đầu tiên giả lập một cuộc tấn công kênh đào Panama từ phía Tây, trong khi vào năm 1925 họ dự định phòng thủ quần đảo Hawaii. Các cuộc tập trận khác trong những năm 1920 tiến hành tại Carribe, gần Trung Mỹ, Tây Ấn và Hawaii. Vào ngày 27 tháng 7 năm 1923, con tàu tham gia cuộc duyệt binh hạm đội tại Seattle, Washington dưới sự chủ trì của Tổng thống Warren G. Harding. Harding từ trần chỉ một tuần sau đó, và Arizona tham gia cùng Hạm đội Thái Bình Dương bắn những loạt pháo chào tiễn biệt ông vào ngày 3 tháng 8.

### Hiện đại hóa
Bốn tháng sau khi tham gia cuộc tập trận Vấn đề Hạm đội IX vào tháng 1 năm 1929, Arizona được cho hiện đại hóa qua tại xưởng hải quân Norfolk. Kiểu cột ăn-ten mới dạng ba chân, trên đỉnh có ba tầng kiểm soát hỏa lực dành cho pháo chính và pháo hang hai, thay thế cho kiểu cột ăn-ten cũ dạng lồng hyperbol; số khẩu pháo 5 in (130 mm)/51 caliber được giảm xuống còn 12 và được bố trí lại trên một tầng sàn tàu cao hơn; và tám khẩu pháo phòng không 5 in (130 mm)/25 caliber thay thế cho những khẩu 3 inch (76 mm) được trang bị từ ban đầu. Những tháp pháo chính của con tàu được cải biến để tăng góc nâng tối đa của các khẩu pháo lên 30°. Máy phóng vận hành bằng hơi nén ở sàn sau được thay thế bằng kiểu sử dụng thuốc súng đen. Vỏ giáp sàn tàu được tăng cường bằng cách bổ sung thêm một lớp thép tôi đặc biệt (STS) dày 1,75 inch (44 mm). Nó được trang bị một bầu chống ngư lôi để tăng cường việc bảo vệ dưới nước; cũng như thêm một vách ngăn bên hông các phòng nồi hơi cho cùng mục đích đó. Hệ thống động lực của Arizona hầu như được thay mới toàn bộ; các turbine áp lực cao được thay bằng turbine hộp số vốn lấy từ chương trình đóng thiết giáp hạm USS Washington (BB-47) bị hủy bỏ, và sáu nồi hơi mới thay thế cho những chiếc nguyên thủy. Công suất được bổ sung thêm bù lại với việc gia tăng trọng lượng choán nước, như được chứng minh trong những lượt chạy thử máy; Arizona đạt được tốc độ 20,7 hải lý trên giờ (38,3 km/h; 23,8 mph) với công suất 35.081 shp (26.160 kW) ở trọng lượng choán nước 37.654 tấn Anh (38.258 t).

### Những năm thập niên 1930

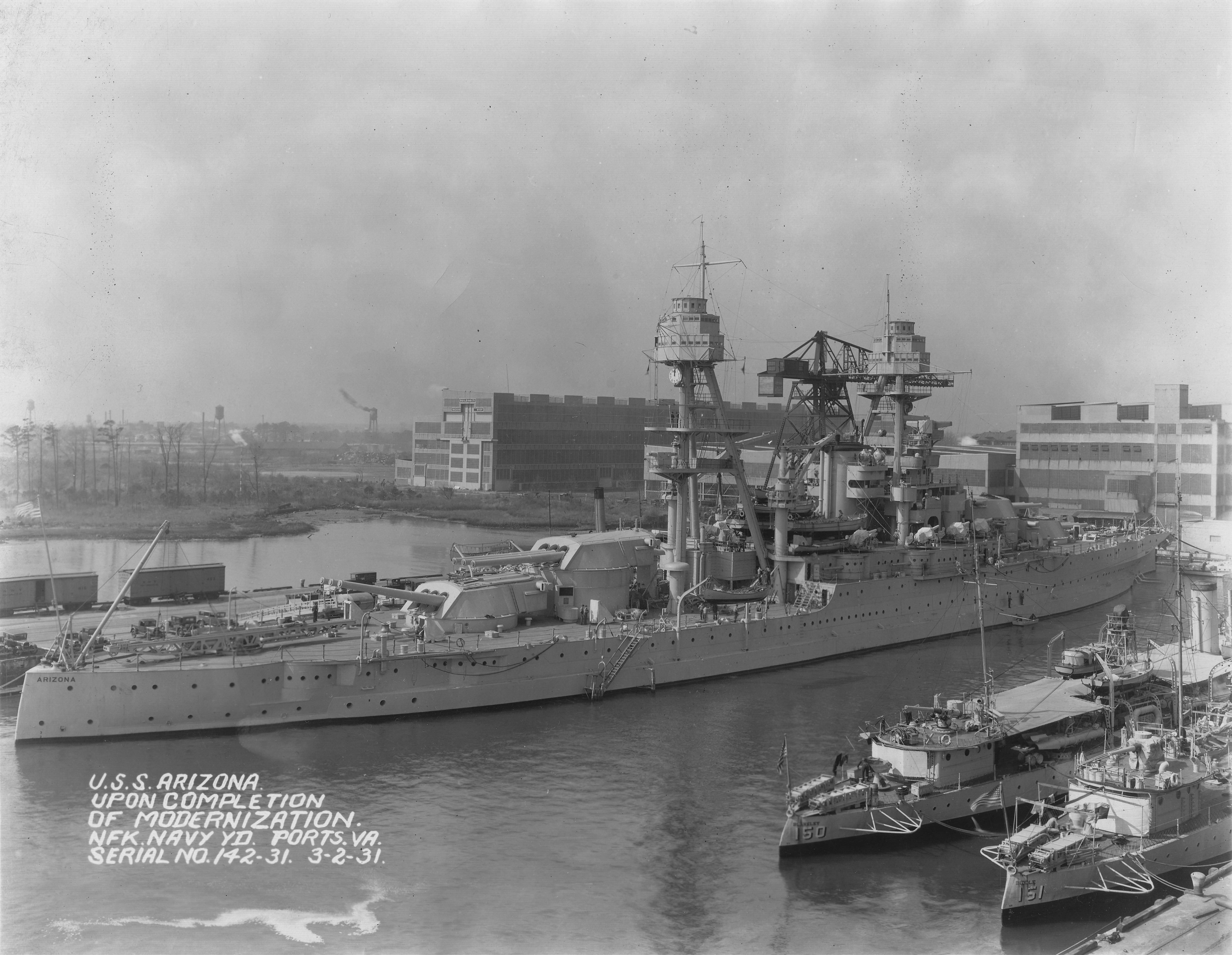
Arizona vào năm 1931 sau khi được hiện đại hóa

Vào ngày 19 tháng 3, ngay cả trước khi Arizona chạy thử máy ngoài biển sau đại tu, nó đón Tổng thống Herbert Hoover lên tàu cho một chuyến đi nghỉ ngắn tại vùng biển Carribe. Tổng thống đã ghé thăm Puerto Rico và quần đảo Virgin. Quay trở về vào ngày 29 tháng 3, Arizona tiến hành chạy thử máy tại Rockland, Maine, đồng thời trang bị thêm một máy phóng trên nóc tháp pháo III, trước khi nó được chuyển sang bờ Tây Hoa Kỳ cùng với con tàu chị em Pennsylvania. Vào tháng 2 năm 1932, con tàu tham gia cuộc tập trận Vấn đề Hạm đội XII, trong đó các tàu sân bay đã tấn công thành công Trân Châu Cảng vào sáng Chủ nhật 7 tháng 2. Sau khi quay trở lại bờ Tây từ cuộc tập trận Vấn đề Hạm đội XIV năm 1933, con tàu thả neo tại San Pedro khi một trận động đất đã tàn phá khu vực Long Beach, California lân cận vào ngày 10 tháng 3. Thủy thủ trên tàu đã tham gia vào việc cứu nạn, cung cấp thực phẩm, cứu chữa người bị thương và đảm bảo an ninh chống cướp bóc.
Đầu năm 1934, con tàu cùng với thủy thủ đoàn của nó đã tham gia vào bộ phim Here Comes the Navy do James Cagney thực hiện cho hãng Warner Brothers, vốn đã sử dụng rộng rãi những cảnh quay cả bên ngoài lẫn bên trong con tàu. Sáng sớm ngày 26 tháng 7, Arizona mắc tai nạn va chạm với tàu đánh cá Umatilla, vốn đang được một tàu đánh cá khác kéo đi ngoài khơi mũi Flattery. Hai người trên chiếc Umatilla thiệt mạng trong vụ va chạm. Hải quân phải lập một ủy ban điều tra vụ việc, và phán quyết sau cùng kết luận rằng chỉ huy con tàu, Đại tá Hải quân MacGillivray Milne, bị đưa ra xét xử tại tòa án binh. Việc này diễn ra tại Guatanamo, Cuba, đang khi con tàu tham gia cuộc tập trận Vấn đề Hạm đội năm đó ngoài khơi bờ Đông Hoa Kỳ. Milne bị xem là có lỗi và bị thay thế nhiều tháng sau đó bởi Đại tá George Baum sau khi nó quay trở về vùng bờ Tây. Trong thời gian này, Chuẩn đô đốc Samuel W. Bryant tiếp nhận quyền chỉ huy Đội Thiết giáp hạm 2 vào ngày 4 tháng 9, với Arizona phục vụ như là soái hạm của ông.
Chuẩn Đô đốc George Pettengill thay phiên cho Bryant vào ngày 4 tháng 3 năm 1935 và con tàu tham gia cuộc tập trận Vấn đề Hạm đội XVI bốn tháng sau đó. Arizona thực hiện chuyến viếng thăm cảng Balboa, Panama vào tháng 5 năm 1936 đang lúc tham gia cuộc tập trận Vấn đề Hạm đội XVII. Vào ngày 8 tháng 6, Đại tá George A. Alexander thay thế cho Baum làm hạm trưởng, và 15 ngày sau, Chuẩn đô đốc Claude C. Bloch thay phiên cho Pettengill. Trong một cuộc thực tập tác xạ vào ngày 24 tháng 7, khí phát sinh do đốt thuốc phóng từ một khẩu pháo của tháp pháo II đã tràn vào bên trong khoang tháp pháo, làm bỏng một thủy thủ. Hệ thống phun nước dập lửa được kích hoạt để tránh gây nổ thuốc súng, nhưng nước lại thấm vào bảng điện của tháp pháo gây một đám cháy nhỏ được dập tắt dễ dàng. Do ngân sách của hải quân bị cắt giảm, con tàu trải qua hầu hết thời gian ở trong cảng vào giai đoạn này như một biện pháp tiết kiệm nhiên liệu. Trong năm tài chính 1936–1937, con tàu đã thả neo mất 267 ngày; trong năm tiếp theo nó ở trong cảng hết 255 ngày. Chiếc thiết giáp hạm trải qua suốt thời gian còn lại của quãng đời hoạt động tại khu vực bờ Tây hoặc tại Hawaii.

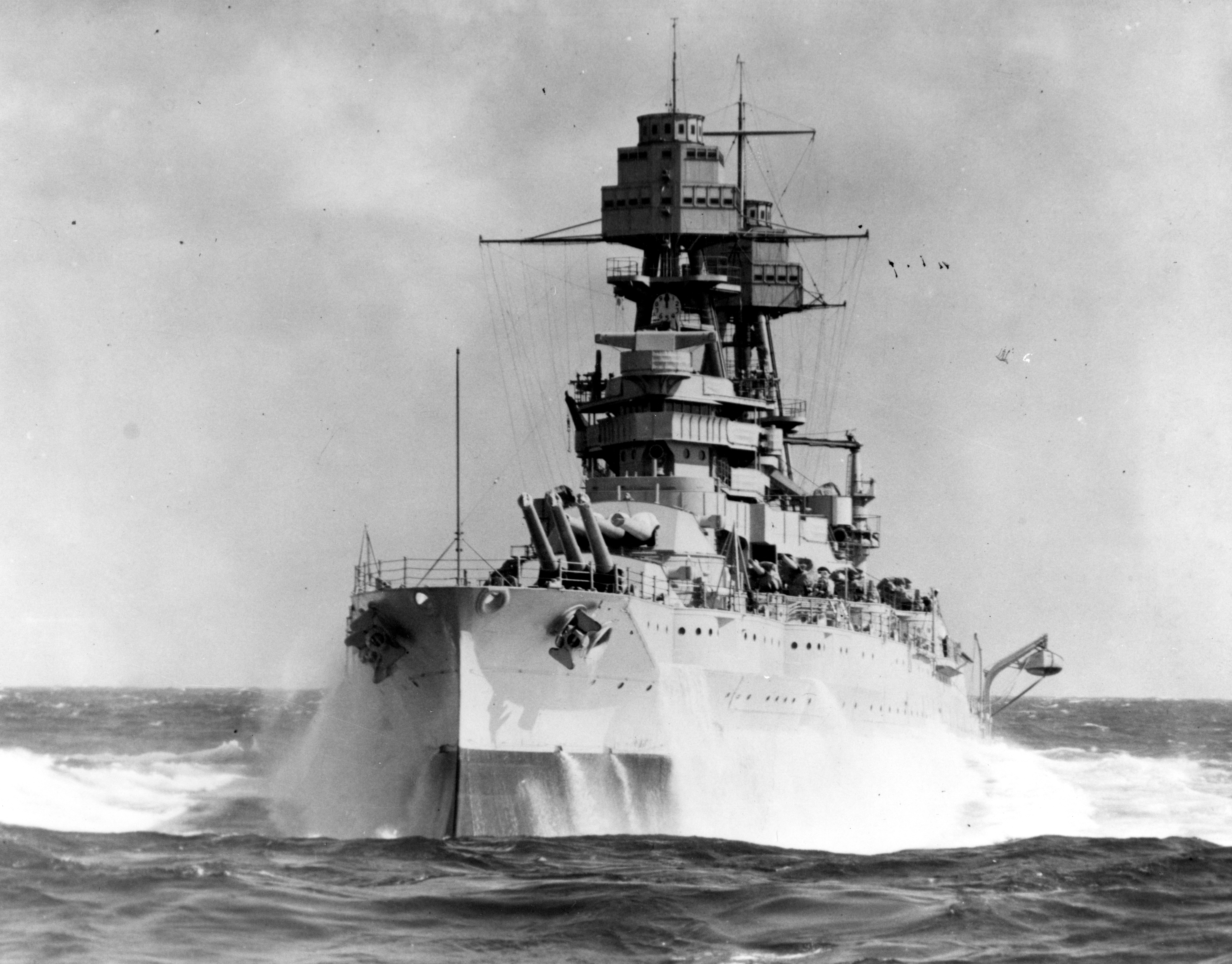
Arizona với cột buồm mới kiểu ba chân, sau khi được hiện đại hóa vào đầu những năm 1930.

Vào ngày 2 tháng 1 năm 1937, Chuẩn đô đốc John Greenslade tiếp nhận quyền chỉ huy Đội Thiết giáp hạm 2 từ đô đốc Bloch và chuyển cờ hiệu của mình sang thiết giáp hạm Maryland vào ngày 13 tháng 4. Chuẩn đô đốc Manley Simons, Tư lệnh Đội Thiết giáp hạm 1, chuyển cờ hiệu của mình sang Arizona vào ngày 7 tháng 8. Ông được thay phiên bởi Chuẩn đô đốc Adolphus Wilson vào ngày 8 tháng 11. Đại tá Alfred Winsor Brown thay phiên cho Baum vào ngày 11 tháng 11. Con tàu đã tham gia cuộc tập trận Vấn đề Hạm đội XIX ngoài khơi Hawaii trong tháng 4– tháng 5 năm 1938. Đại tá Brown từ trần trong lúc ngủ vào ngày 7 tháng 9, và Đại tá Isaac C. Kidd tiếp nhận quyền chỉ huy con tàu vào ngày 17 tháng 9 năm 1938. Cùng ngày hôm đó, Chuẩn đô đốc Chester Nimitz tiếp nhận quyền chỉ huy Đội Thiết giáp hạm 1. Ông được thay phiên vào ngày 27 tháng 5 năm 1939 bởi Chuẩn đô đốc Russell Willson.
Cuộc tập trận Vấn đề Hạm đội cuối cùng mà Arizona tham gia là vào tháng 4-tháng 5 năm 1939 ngoài khơi Hawaii. Sau khi kết thúc, Hạm đội Thái Bình Dương Hoa Kỳ tiếp tục ở lại vùng biển Hawaii, đặt căn cứ tại Trân Châu Cảng, như một động thái răn đe Đế quốc Nhật Bản. Nó được đại tu tại xưởng hải quân Puget Sound, Bremerton, Washington từ tháng 10 năm 1940 đến tháng 1 năm 1941. Trong đợt tái trang bị này, dàn hỏa lực phòng không được tăng cường lên đến 12 khẩu 5 inch (127 mm)/25 caliber, bệ radar dò tìm không trung bên trên cột ăn-ten phía trước, hệ thống kiểm soát hỏa lực phòng không được nâng cấp, cũng như một bệ dành cho bốn khẩu súng máy M2 Browning 0,50 inch (12,7 mm) caliber làm mát bằng nước được bố trí trên đỉnh cột ăn-ten chính. Cờ hiệu chỉ huy của nó được thay đổi lần cuối cùng vào ngày 23 tháng 1 năm 1941, khi Chuẩn Đô đốc Isaac C. Kidd thay thế Chuẩn Đô đốc Willson làm Tư lệnh Đội thiết giáp hạm 1.
Đại tá Franklin Van Valkenburgh thay phiên cho Đại tá Harry C. Train nhận quyền chỉ huy con tàu vào ngày 3 tháng 2. Buổi thực tập huấn luyện cuối cùng của con tàu là một đợt thực hành bắn pháo ban đêm cùng với Nevada và Oklahoma tiến hành trong đêm 4 tháng 12. Sau đó cả ba chiếc thiết giáp hạm cùng quay về neo đậu dọc theo đảo Ford vào ngày hôm sau. Được dự định để tiếp liệu và sửa chữa nhỏ, tàu sửa chữa Vestal đến neo cặp song song cùng Arizona vào ngày 6 tháng 12.

### Tấn công Trân Châu Cảng

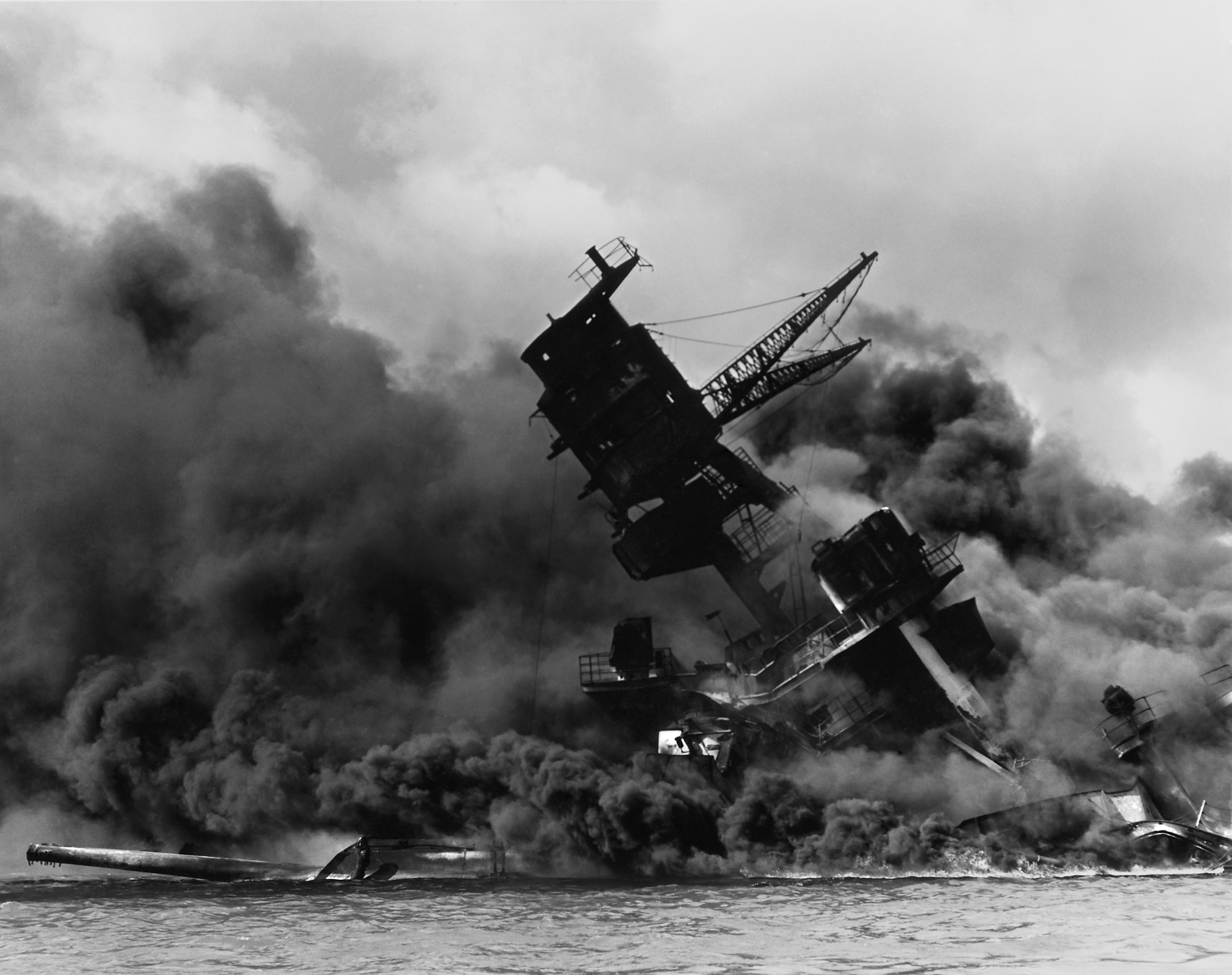
Arizona bốc cháy sau cuộc tấn công của Nhật vào Trân Châu Cảng.

Ngay trước 8 giờ sáng giờ địa phương ngày 7 tháng 12 năm 1941, máy bay Nhật Bản cất cánh từ sáu tàu sân bay hạm đội đã tấn công vào Hạm đội Thái Bình Dương khi chúng đang thả neo tại Trân Châu Cảng, và trong hai đợt không kích tiếp nối nhau, họ đã đánh tan tác lực lượng thiết giáp hạm Hoa Kỳ cùng các cơ sở không quân và lục quân có vai trò phòng thủ căn cứ quân sự quan trọng này. Trên chiếc Arizona, lệnh báo động không kích được đưa ra vào khoảng 7 giờ 55 phút, và con tàu chuyển sang chế độ trực chiến không lâu sau đó. Ngay sau 8 giờ 00, nó bị mười máy bay ném bom-ngư lôi Nakajima B5N "Kate" tấn công, gồm năm chiếc từ tàu sân bay Hiryū và năm chiếc khác từ tàu sân bay Kaga. Tất cả những chiếc B5N này đều mang theo một kiểu đạn pháo xuyên thép 410 milimét (16,1 in) cải biến thành bom 797 kilôgam (1.757 lb) cho máy bay. Bay ở độ cao khoảng 3.000 mét (9.800 ft), những máy bay của Kaga đã ném bom từ giữa tàu về phía đuôi tàu, rồi được tiếp nối bởi những chiếc của Hiryū ném bom vào phía mũi.
Những máy bay ném bom đã ghi được bốn quả trúng đích và ba quả suýt trúng vào và chung quanh Arizona. Quả suýt trúng vào phía mũi bên mạn trái khiến các quan sát viên tin là con tàu bị đánh trúng ngư lôi, cho dù không tìm thấy hư hại nào do ngư lôi. Quả bom trúng tận cùng phía sau nảy lên khỏi mặt tháp pháo IV, xuyên thủng sàn tàu và phát nổ trong phòng ăn của hạm trưởng, gây một đám cháy nhỏ. Quả bom đánh trúng tiếp theo tận cùng phía trước gần mép mạn trái con tàu, ngang với cột ăn-ten chính, có thể đã phát nổ trong khu vực vách ngăn chống ngư lôi. Quả bom tiếp theo trúng cạnh khẩu pháo phòng không 5 inch phía sau bên mạn trái.

#### Vụ nổ hầm đạn

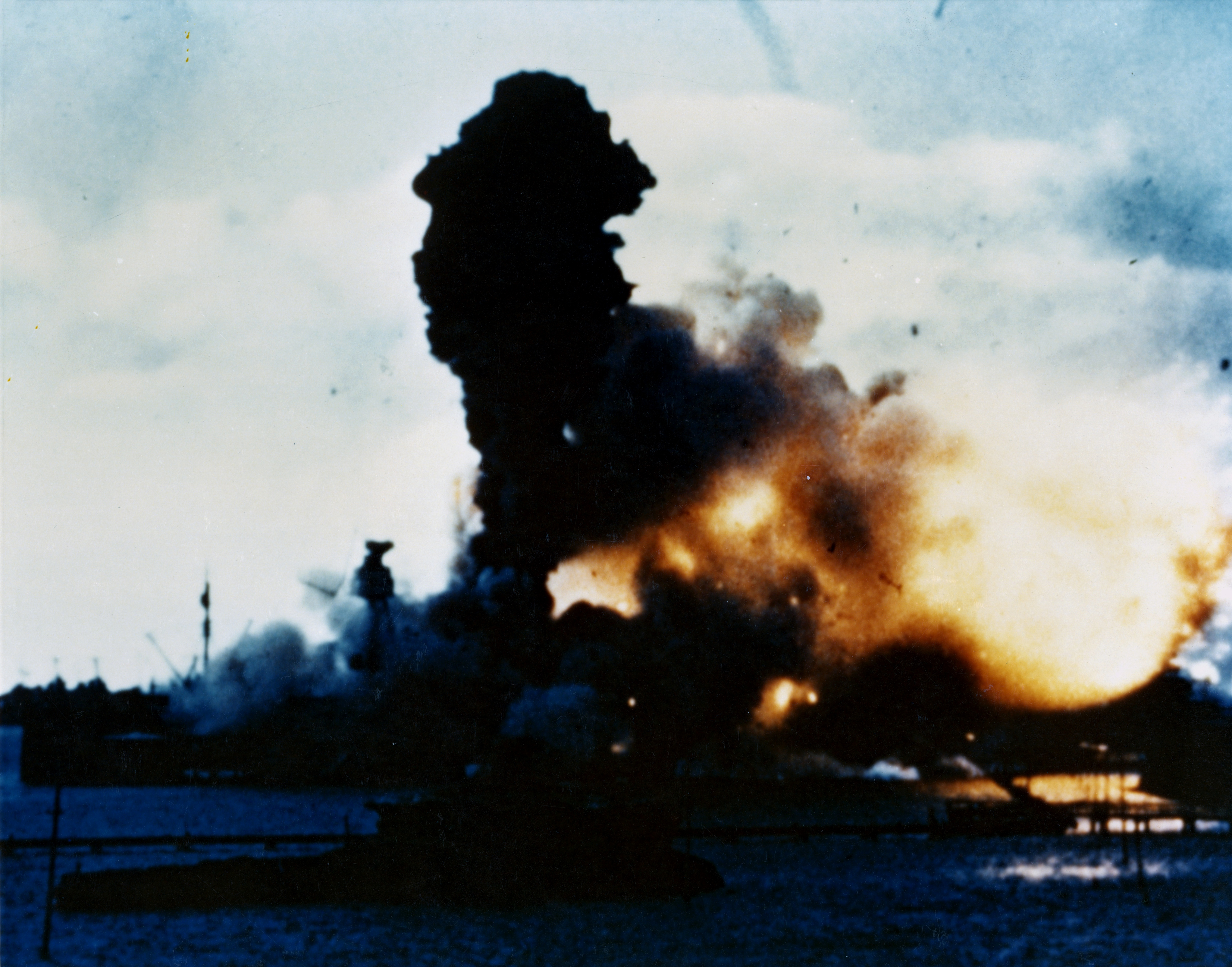
Hầm đạn phía trước của chiếc Arizona phát nổ trong một cảnh của một đoạn phim màu duy nhất được quay trong sự kiện này.

Quả bom cuối cùng đánh trúng lúc 08 giờ 06 phút cạnh tháp pháo II, có thể đã xuyên thủng sàn tàu bọc thép cạnh hầm đạn bố trí ở phần phía trước của con tàu. Không thể xác định chính xác vị trí vì hầu hết cấu trúc của con tàu đã bị phá hủy, nhưng hậu quả của cú đánh trúng này không thể tranh cãi. Khoảng bảy giây sau khi bị đánh trúng, các hầm đạn phía trước phát nổ trong một vụ nổ dữ dội, hầu hết hơi nổ thoát ra bên hông tàu và phá hủy nhiều cấu trúc bên trong ở phần phía trước con tàu. Việc này đã làm cho các tháp pháo chính phía trước và tháp chỉ huy đổ sụp xuống dưới khoảng 25–30 foot (7,6–9,1 m), và cột ăn-ten chính cùng ống khói đổ sụp ra phía trước. Vụ nổ đã làm thiệt mạng 1.177 người trong tổng số 1.400 thành viên thủy thủ đoàn vào lúc đó, chiếm gần nữa tổng số tổn thất nhân mạng của cả cuộc tấn công. Vụ nổ tai họa này xé toang phần trước con tàu, gây ra những đám cháy kéo dài đến hai ngày; và những mảnh vụn bị bắn tung đến khu vực lân cận trên đảo Ford. Sức ép dữ dội của vụ nổ đã dập tắt được các đám cháy bên trên chiếc tàu sửa chữa Vestal đang neo đậu song song với nó.
Hai giả thuyết khác nhau được đưa ra trong một nỗ lực nhằm giải thích nguyên nhân của vụ nổ. Giả thuyết thứ nhất cho rằng quả bom đã phát nổ bên trong hay cạnh hầm đạn thuốc súng đen được sử dụng cho việc bắn pháo chào và vận hành máy phóng máy bay. Chúng sẽ bị phát nổ trước rồi kích nổ hầm đạn thuốc phóng không khói vốn được sử dụng cho dàn pháo chính của con tàu. Một bản báo cáo của Văn phòng Tàu chiến Hải quân Mỹ năm 1944 gợi ý rằng một cánh cửa đi vào hầm đạn chứa thuốc súng đen đã bị để ngỏ, có thể với các vật liệu dễ cháy đã được chứa gần đó. Cơ quan Naval History & Heritage Command giải thích rằng thuốc súng đen có thể đã được cất giữ bên ngoài hầm đạn bọc thép. Một cách giải thích khác cho rằng quả bom đã xuyên thủng sàn tàu bọc thép và phát nổ trực tiếp ngay bên trong một trong những hầm đạn bên mạn phải của dàn pháo chính; nhưng thuốc phóng không khói tương đối ít nhạy cảm với lửa, và các bao thuốc phóng dành cho pháo 14 inch đòi hỏi phải được kích bằng thuốc nổ đen ? Một câu trả lời chắc chắn cho vấn đề này có lẽ không bao giờ được tìm thấy, vì những gì còn sót lại không đủ để xác định nguyên nhân của vụ nổ hầm đạn.

### Phần thưởng và công nhận
Nhiều sĩ quan và thủy thủ trên chiếc Arizona đã hành động rất dũng cảm trong quá trình diễn ra cuộc tấn công. Thiếu tá Samuel G. Fuqua, sĩ quan chỉ huy kiểm soát hư hỏng của con tàu, được trao tặng Huân chương Danh dự vì sự bình tĩnh khi chiến đấu dập lửa và cứu giúp những người sống sót rời khỏi con tàu. Huân chương cao quý nhất Hoa Kỳ này còn được truy tặng cho Chuẩn Đô đốc Isaac C. Kidd, vị đô đốc hải quân đầu tiên tử trận tại mặt trận Thái Bình Dương, và cho Đại tá hạm trưởng Franklin Van Valkenburgh, người đã đến được cầu tàu để chỉ huy việc phòng thủ khi quả bom ném trúng hầm đạn đã phá hủy nó. Bản thân con tàu được trao tặng một Ngôi sao Chiến đấu do thành tích phục vụ trong Chiến tranh Thế giới thứ hai.

## Trục vớt và tưởng niệm

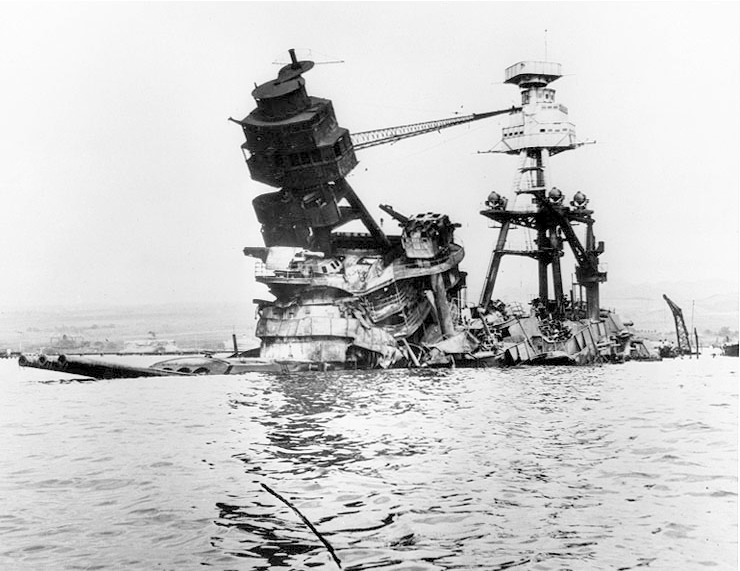
Phần cấu trúc thượng tầng còn nhìn thấy được của Arizona sau khi bị chìm

Arizona được đặt vào tình trạng tạm thời ngừng hoạt động tại Trân Châu Cảng vào ngày 29 tháng 12 năm 1941, và được xóa khỏi danh sách Đăng bạ Hải quân vào ngày 1 tháng 12 năm 1942. Nó bị hư hại nặng nề do nổ hầm đạn đến mức không thể tiếp tục phục vụ cho dù được trục vớt lên, không giống như nhiều chiếc khác bị đánh chìm lân cận. Phần cấu trúc thượng tầng còn lại trên mực nước của Arizona được tháo dỡ vào năm 1942, và dàn pháo chính được trục vớt một năm rưỡi sau đó. Các tháp pháo phía đuôi được tháo dỡ và lắp đặt lại cho các khẩu đội thuộc Quân đoàn Pháo binh Duyên hải của Lục quân: khẩu đội Arizona tại Kahe Point trên bờ biển phía Tây đảo Oahu và khẩu đội Pennsylvania trên bán đảo Mokapu che chở cho vịnh Kaneohe, ngày nay là Căn cứ Thủy quân Lục chiến Hawaii. Khẩu đội Pennsylvania đã bắn những phát đầu tiên và sau cùng trong ngày chiến thắng vào tháng 8 năm 1945 đang khi huấn luyện, trong khi khẩu đội Arizona gần đó không bao giờ hoàn tất. Cả hai tháp pháo phía mũi được để lại tại chỗ, cho dù các khẩu pháo được trục vớt và sau đó được trang bị lại trên chiếc thiết giáp hạm Nevada vào mùa Thu năm 1944, sau khi được sửa chữa và xẻ lại rãnh. Nevada đã dùng các khẩu pháo này trong các đợt nã pháo xuống các đảo Nhật Bản Okinawa và Iwo Jima.

### Đài tưởng niệm Arizona

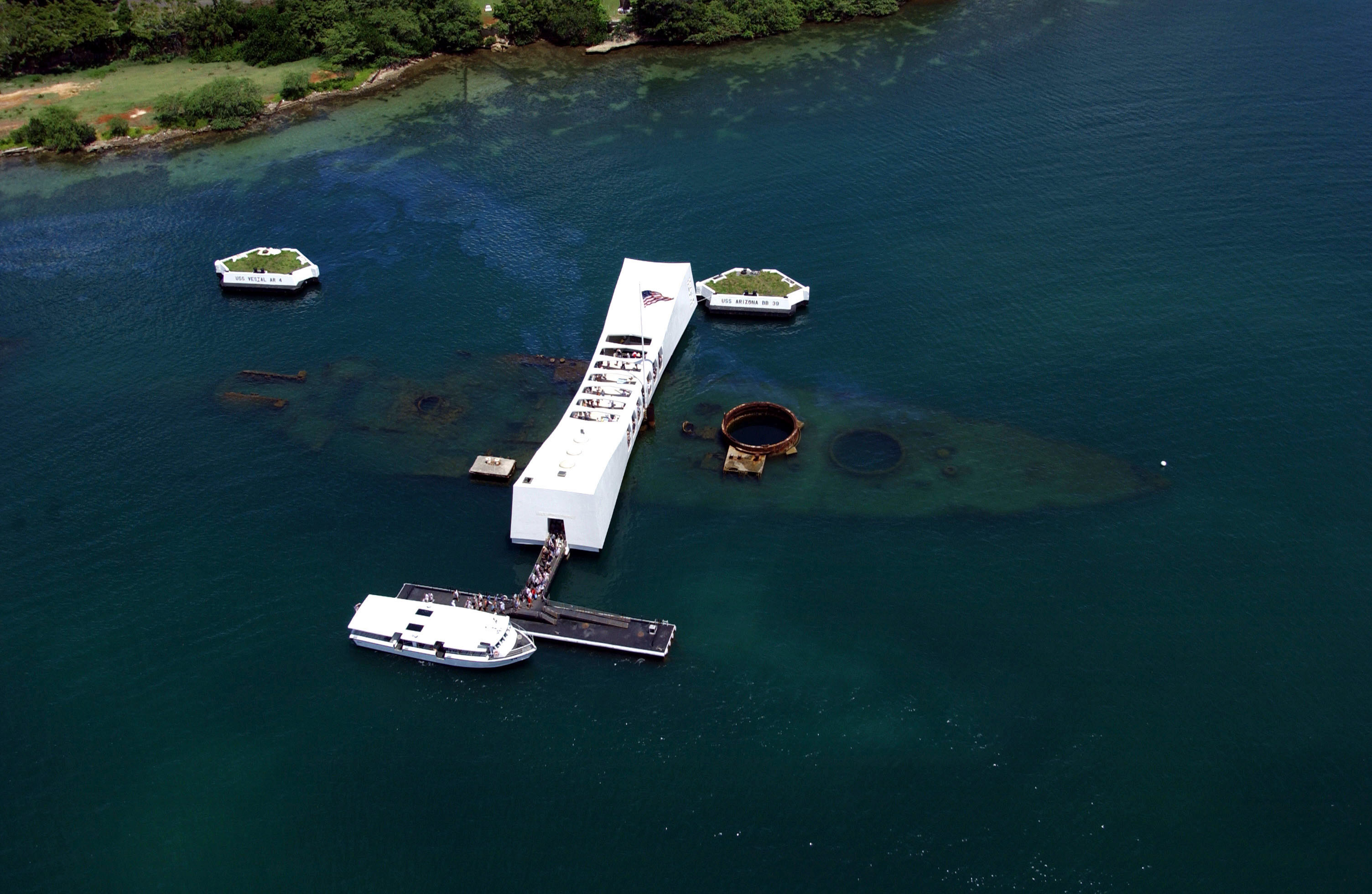
Ảnh chụp từ trên không Đài tưởng niệm USS Arizona, thấy được xác tàu đắm và dầu rò rỉ ra từ dưới nước.

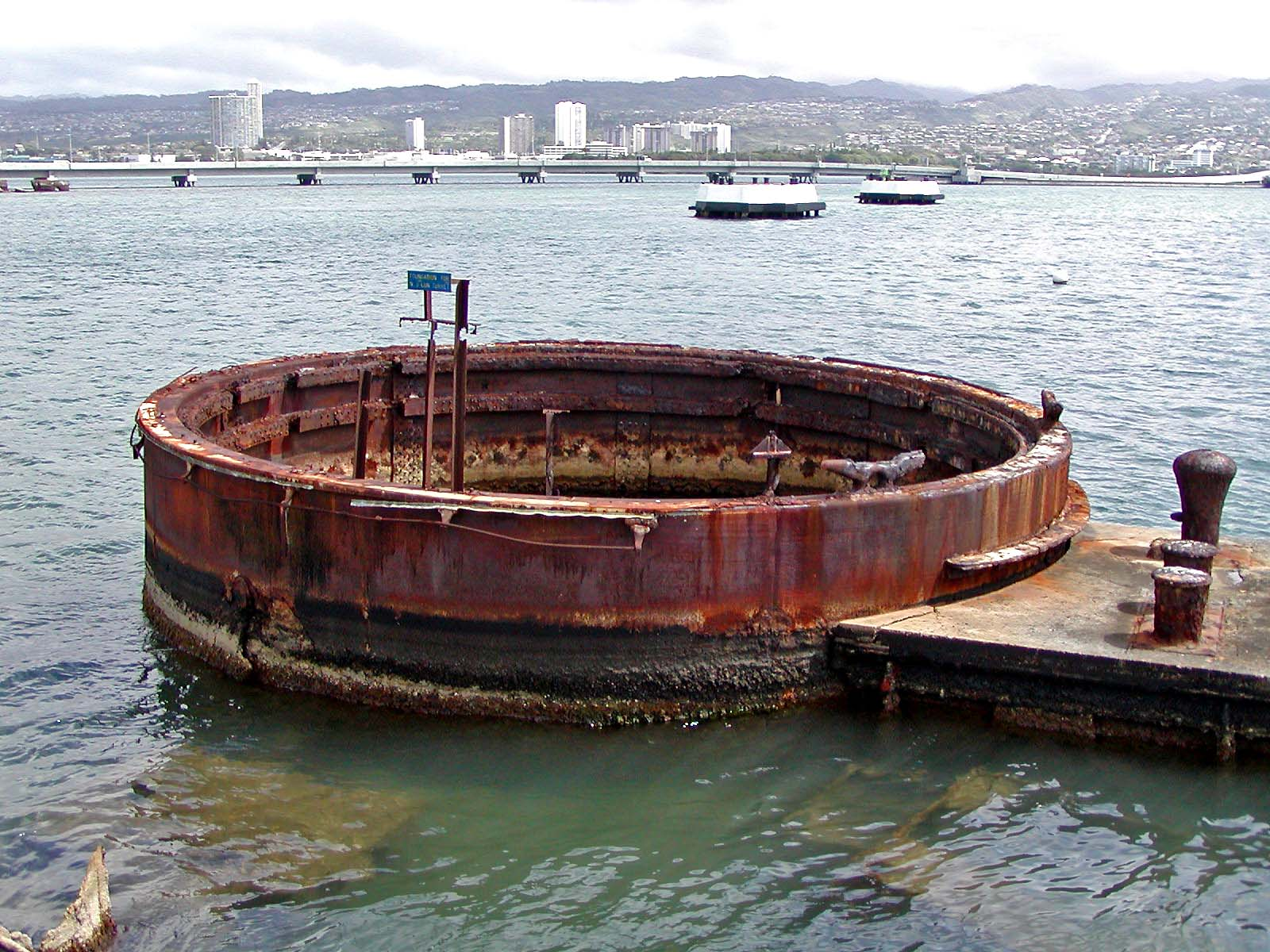
Bệ của một trong những tháp pháo của nó nhìn thấy bên trên mặt nước.

Người ta vẫn còn tin, nhưng không đúng, rằng chiếc Arizona được giữ lại hoạt động "vĩnh viễn", giống như trường hợp của chiếc USS Constitution. Arizona được đặt dưới quyền kiểm soát của cơ quan Dịch vụ Công viên Quốc gia, nhưng Hải quân Hoa Kỳ vẫn giữ lại tên gọi. Arizona được vĩnh viễn giữ lại quyền treo lá cờ của Hoa Kỳ, như một tàu hải quân trong biên chế đang hoạt động thường trực.
Xác tàu đắm của chiếc Arizona tiếp tục nằm lại trong Trân Châu Cảng, và là một đài tưởng niệm những thành viên của thủy thủ đoàn đã thiệt mạng vào buổi sáng ngày 7 tháng 12 năm 1941. Vào ngày 7 tháng 3 năm 1950, Đô đốc Arthur W. Radford, Tổng tư lệnh Hạm đội Thái Bình Dương vào lúc đó, chỉ thị cho treo cờ tưởng niệm bên trên xác tàu đắm. Các cuộc vận động vào thời chính phủ của các tổng thống Dwight D. Eisenhower và John F. Kennedy đã đưa đến việc công nhận xác con tàu đắm này là đài tưởng niệm quốc gia vào ngày 30 tháng 5 năm 1962. Một đài tưởng niệm được xây dựng ngang qua xác còn lại của con tàu dưới mặt nước, bao gồm một căn phòng tưởng niệm nơi tên những thành viên của thủy thủ đoàn đã thiệt mạng được khắc trên tường bằng cẩm thạch. Đài tưởng niệm USS Arizona được chính thức công nhận là một Di tích Lịch sử cấp Quốc gia vào ngày 15 tháng 10 năm 1966; trong khi bản thân con tàu được công nhận là một Địa điểm Lịch sử Quốc gia vào ngày 5 tháng 5 năm 1989. Sau khi từ trần, tro của những người sống sót qua cuộc tấn công sẽ được đặt trong con tàu, bên cạnh những đồng đội đã ngã xuống của họ. Những cựu chiến binh từng phục vụ với con tàu trong những giai đoạn khác sẽ được rắc tro trên biển chung quanh con tàu.
Trong khi phần cấu trúc thượng tầng và hai trong số bốn bệ tháp pháo đã được tháo dỡ, một bệ của những tháp pháo vẫn còn nhìn thấy bên trên mặt nước. Bảy mươi năm sau khi Arizona bị chìm, dầu vẫn tiếp tục rò rỉ ra từ thân tàu, với hơn 2,3 Usqt dầu mỗi ngày.
Hải quân Mỹ, cùng với cơ quan Dịch vụ Công viên Quốc gia, gần đây đã xem xét kế hoạch thực hiện một bản đồ số hóa toàn bộ thân con tàu một cách cẩn thận để tôn vinh nó như một Nghĩa trang Chiến tranh. Hải quân Mỹ cũng cân nhắc những biện pháp không xâm lấn để giảm bớt việc dầu tiếp tục rò rỉ nhằm cải thiện điều kiện môi trường bên trong cảng.
Một trong những chiếc chuông nguyên thủy trên chiếc Arizona ngày nay được treo tại tháp chuông Student Union Memorial Center của Đại học Arizona. Chuông này được rung mỗi lần đội bóng bầu dục trường nhà Arizona Wildcat chiến thắng. Một cột buồm và mỏ neo của chiếc Arizona hiện đang được trưng bày ở Wesley Bolin Memorial Plaza, phía Đông khu phức hợp Arizona State Capitol ở Phoenix, Arizona. Các hiện vật khác của con tàu, như dãi băng bạc phục vụ, được trưng bày tại khu triển lãm "Flagship of the Fleet: Life and Death of the USS Arizona" tại Bảo tàng Arizona State Capitol.